# アゼルバイジャンオリンピック委員会
アゼルバイジャンオリンピック委員会（アゼルバイジャンオリンピックいいんかい、アゼルバイジャン語: Azərbaycan Milli Olimpiya Komitəsi、AZMOC）は、アゼルバイジャンの国内オリンピック委員会。
ソ連崩壊後の1992年に五輪憲章・アゼルバイジャン国内法に則って設立された非政府組織で、1993年に国際オリンピック委員会(IOC)の承認を得た。
アゼルバイジャン大統領イルハム・アリエフが委員会会長を兼務している。

## 概要
1992年に設立され、1993年に国際オリンピック委員会 (IOC) に承認された。
アゼルバイジャンが独立国家としてオリンピックに初めて参加したのは1996年からであり、以降すべてのオリンピック大会に代表選手を派遣している。
1952年から1988年まで、アゼルバイジャンのアスリートたちはソビエト連邦チームとしてオリンピックに出場していたが、ソ連崩壊後の1992年以降はバルト三国を除く旧ソビエト連邦構成国家によって構成されたオリンピックのEUN選手団の一員としてオリンピックに参加していた。
夏季オリンピックではレスリング（グレコローマンスタイル）、射撃競技、ボクシング、柔道などで計16個のメダルを獲得してきたが、冬季オリンピックではまだメダルを獲得していない。
ヨーロッパオリンピック委員会第27回総会で、アゼルバイジャン委員会副会長のチンギス・ヒュセインザーデ (Chingiz Huseynzade) がオリンピック準備委員会ののメンバーに、また事務局長アガヤン・アビイェフが技術委員に選出された。

## 目標
五輪憲章のもと、アゼルバイジャンにおけるオリンピック推進運動を保護発展させることを組織の目標に掲げている。

## 役員
1.会長 – イルハム・アリエフ
2.副会長 – アブルファス・ガライェフ  (Abulfaz Garayev) 
3.副会長 – チンギス・ヒュセインザーデ (Chingiz Huseynzade)
4.副会長 – ハザル・イサイェフ (Khazar Isayev)
5.事務局長 – アガヤン・アリエフ (Aghajan Abiyev)

## 組織
- 総会 (メンバー 133人)
- 執行委員会 (メンバー 17人)
- 会長